# Lilla Björksnarssjön
Lilla Björksnarssjön är en sjö i Surahammars kommun i Västmanland och ingår i Norrströms huvudavrinningsområde.